# Château-d'Olonne
Pour les articles homonymes, voir Château (homonymie).
Cet article possède un paronyme, voir Olonnes.
Le Château-d'Olonne redirige ici.
Château-d'Olonne, appelé « Le Château-d'Olonne »,, est une ancienne commune située à l'Ouest de la France, dans le département de la Vendée en région Pays de la Loire.
Le 1er janvier 2019, elle fusionne avec Olonne-sur-Mer et Les Sables-d’Olonne et devient une commune déléguée de la commune nouvelle des Sables-d’Olonne. La commune déléguée est supprimée par décision du conseil municipal du 4 février 2019.

## Géographie

### Localisation

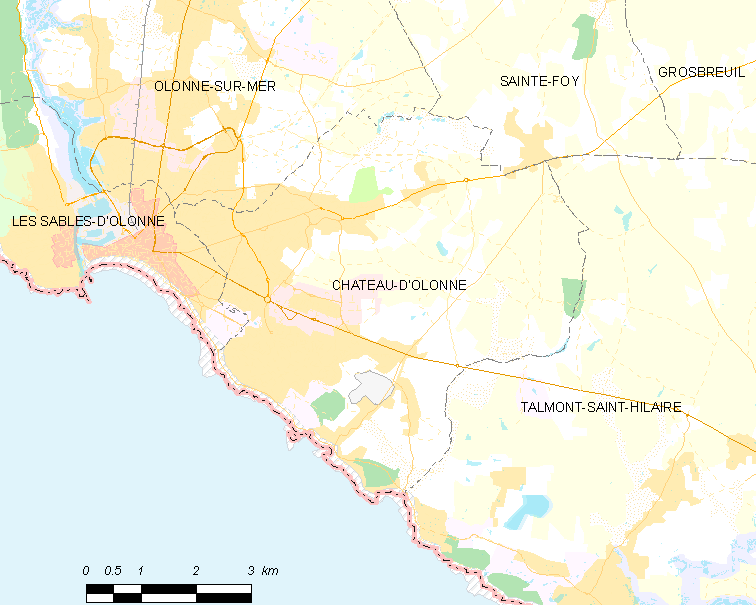
Carte de la commune.

La commune se situe sur la côte de Lumière, au milieu de la façade atlantique : elle s'inscrit ainsi dans le prolongement naturel de la station balnéaire Les Sables-d’Olonne. C'est une composante du pays des Olonnes, deuxième pôle urbain et premier pôle touristique de la Vendée.

### Géologie et relief
Le territoire municipal de Château-d’Olonne s’étend sur 3 129 hectares. L’altitude moyenne de la commune est de 34 mètres, avec des niveaux fluctuant entre 0 et 59 mètres,.

### Hydrographie
Elle est traversée par le Tanchet.

### Voies de communication et transports

#### Voies routières
- en provenance de Paris par L'Océane-A11, via Le Mans, Angers, et par l'A87 jusqu'à La Roche-sur-Yon, puis N 160 direction Les Sables-d'Olonne et enfin Le Château-d'Olonne ;
- en provenance de Bordeaux par l'A10, via Saintes par l'A837, La Rochelle par la D 105 et la D 949 ;

#### Transport ferroviaire
- Liaisons TER quotidiennes depuis la gare de Nantes jusqu'aux Sables-d'Olonne. Cette ligne est électrifiée depuis le 14 décembre 2008, permettant des liaisons directes vers Paris par TGV.
- Trains en provenance de Bordeaux avec changement à la gare de La Roche-sur-Yon.

#### Transport aérien
- Par avion privé à l'aérodrome de la Lande ;
- Par aviation de ligne, aéroports de Nantes-Atlantique et La Rochelle/Île de Ré.

## Urbanisme

### Logement
En 2009, le nombre total de logements dans la commune était de 9 665, alors qu'il était de 8 149 en 1999.
Parmi ces logements, 66,1 % étaient des résidences principales, 30,4 % des résidences secondaires et 3,5 % des logements vacants. Ces logements étaient pour 77,8 % d'entre eux des maisons individuelles et pour 21,2 % des appartements.
La proportion des résidences principales, propriétés de leurs occupants, était de 75,84 %, en hausse sensible par rapport à 1999 (71,9 %). La part de logements HLM loués vides (logements sociaux) a beaucoup diminué, passant de 6,1 % à 3,8 %, le nombre de logements sociaux étant passé de 332 à 242.

## Toponymie
Durant la Révolution, la commune porte le nom de Beau-Séjour.
En poitevin, la commune est appelée Le Chatea.

## Histoire
Le Château-d'Olonne tient son nom du fait que la commune abritait autrefois un château à la place de l'actuelle église Saint-Hilaire. Le château ayant été détruit au début du XVIIe siècle sous les ordres de Richelieu afin d'éviter une potentielle invasion des Anglais, l'église actuelle fut bâtie sur les ruines de l'ancien château avec les mêmes pierres.
L'épilogue de la « der des ders » portant le germe du cataclysme suivant, la débâcle de 1940 amène 400 réfugiés sur la commune. L'armée d'Occupation s'installe aussi avec un millier d'hommes et hisse le drapeau à croix gammée sur l'abbaye Saint-Jean d'Orbestier. À la Libération, l'armée allemande quitte Les Sables-d'Olonne sans vraiment combattre. Mais quelques jours plus tard, les 30 et 31 août 1944, des convois ennemis reviennent. Les  affrontements de la Bataille des Portes tournent à l'avantage des Forces Françaises de l'Intérieur, FFI. La guerre est finie, mais elle tue encore : deux mois après l'armistice, cinq enfants meurent dans l'explosion d'un obus abandonné[réf. nécessaire].
Le 11 décembre 2016, lors d'une consultation, près de 68 % des votants appuient la création d'une commune nouvelle avec Les Sables-d'Olonne et Olonne-sur-Mer au 1er janvier 2019.

## Politique et administration

### Administration municipale
Le nombre d'habitants au dernier recensement étant compris entre 10 000 et 19 999, le nombre de membres du conseil municipal est de 33.
Depuis le 1er janvier 2019, elle forme une commune nouvelle avec Les Sables-d'Olonne et Olonne-sur-Mer.

### Liste des maires délégués
| Période        | Période                          | Identité     | Étiquette | Qualité           |
| -------------- | -------------------------------- | ------------ | --------- | ----------------- |
| 2 janvier 2019 | 21 janvier 2019 (démissionnaire) | Joël Mercier | DVD       | Agent d’assurance |

Le 4 février 2019, le conseil municipal de la commune nouvelle des Sables-d’Olonne supprime la commune déléguée,.

### Politique environnementale
En 2014, la commune possède trois fleurs au concours des villes et villages fleuris ; ce niveau a été atteint en 2009, le niveau « deux fleurs » en 2007.

### Jumelages
Au 21 février 2014, Château-d'Olonne est jumelée avec :
- Worthing  (Royaume-Uni) depuis 1997.

## Population et société

### Démographie

#### Évolution démographique
L'évolution du nombre d'habitants est connue à travers les recensements de la population effectués dans la commune depuis 1793. Pour les communes de plus de 10 000 habitants les recensements ont lieu chaque année à la suite d'une enquête par sondage auprès d'un échantillon d'adresses représentant 8 % de leurs logements, contrairement aux autres communes qui ont un recensement réel tous les cinq ans,.

En 2016, la commune comptait 14 030 habitants, en évolution de +5,07 % par rapport à 2010 (Vendée : +5,33 %, France hors Mayotte : +2,11 %).
| 1793 | 1800 | 1806 | 1821 | 1831 | 1836  | 1841  | 1846  | 1851  |
| ---- | ---- | ---- | ---- | ---- | ----- | ----- | ----- | ----- |
| 758  | 725  | 759  | 864  | 963  | 1 030 | 1 093 | 1 120 | 1 150 |

| 1856  | 1861  | 1866  | 1872  | 1876  | 1881  | 1886  | 1891  | 1896  |
| ----- | ----- | ----- | ----- | ----- | ----- | ----- | ----- | ----- |
| 1 169 | 1 207 | 1 194 | 1 242 | 1 359 | 1 437 | 1 511 | 1 652 | 1 745 |

| 1901  | 1906  | 1911  | 1921  | 1926  | 1931  | 1936  | 1946  | 1954  |
| ----- | ----- | ----- | ----- | ----- | ----- | ----- | ----- | ----- |
| 1 970 | 2 000 | 2 033 | 1 804 | 1 929 | 1 955 | 2 127 | 2 308 | 2 753 |

| 1962  | 1968  | 1975  | 1982  | 1990   | 1999   | 2006   | 2011   | 2016   |
| ----- | ----- | ----- | ----- | ------ | ------ | ------ | ------ | ------ |
| 3 838 | 5 771 | 7 552 | 8 836 | 10 976 | 12 908 | 12 950 | 13 473 | 14 030 |

#### Pyramide des âges
La population de la commune est relativement âgée. Le taux de personnes d'un âge supérieur à 60 ans (36,4 %) est en effet supérieur au taux national (21,6 %) et au taux départemental (25,1 %).
À l'instar des répartitions nationale et départementale, la population féminine de la commune est supérieure à la population masculine. Le taux (52,8 %) est supérieur au taux national (51,6 %).
La répartition de la population de la commune par tranches d'âge est, en 2007, la suivante :
- 47,2 % d’hommes (0 à 14 ans = 14,2 %, 15 à 29 ans = 12,3 %, 30 à 44 ans = 15,6 %, 45 à 59 ans = 23 %, plus de 60 ans = 34,8 %) ;
- 52,8 % de femmes (0 à 14 ans = 12,6 %, 15 à 29 ans = 11,2 %, 30 à 44 ans = 15,3 %, 45 à 59 ans = 23,2 %, plus de 60 ans = 37,9 %).

| Hommes | Classe d’âge | Femmes |
| ------ | ------------ | ------ |
| 0,4    | 90 ans ou +  | 0,3    |
| 10,8   | 75 à 89 ans  | 13,5   |
| 23,6   | 60 à 74 ans  | 24,1   |
| 23,0   | 45 à 59 ans  | 23,2   |
| 15,6   | 30 à 44 ans  | 15,3   |
| 12,3   | 15 à 29 ans  | 11,2   |
| 14,2   | 0 à 14 ans   | 12,6   |

| Hommes | Classe d’âge | Femmes |
| ------ | ------------ | ------ |
| 0,4    | 90 ans ou +  | 1,2    |
| 7,3    | 75 à 89 ans  | 10,6   |
| 14,9   | 60 à 74 ans  | 15,7   |
| 20,9   | 45 à 59 ans  | 20,2   |
| 20,4   | 30 à 44 ans  | 19,3   |
| 17,3   | 15 à 29 ans  | 15,5   |
| 18,9   | 0 à 14 ans   | 17,4   |

### Manifestations culturelles et festivités
La commune propose une grande diversité d'activités culturelles telles que des concerts en plein air à la scène des Vallées, des « Rencontres Cinéma » à thèmes à la salle culturelle La gargamoëlle ainsi que de nombreuses manifestations interculturelles et d'échanges régionaux avec le pays basque notamment.

## Économie

### Tourisme
Située sur la Côte de Lumière, la commune bénéficie d'un climat privilégié, caractérisé par un fort taux d'ensoleillement et une grande douceur des températures en toutes saisons, ce qui  contribue à son attractivité touristique et résidentielle.

### Lieux et monuments

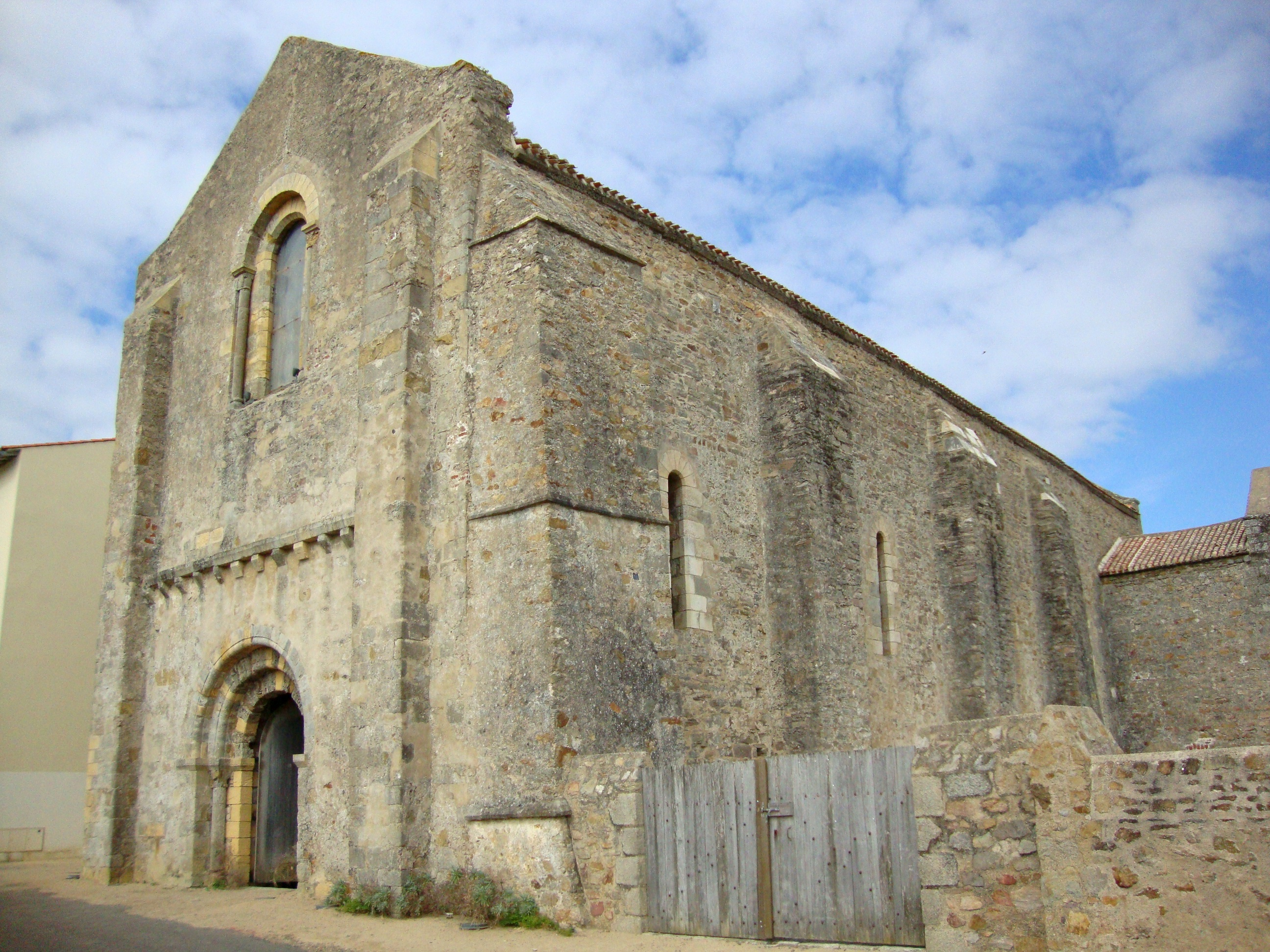
L'abbaye Saint-Jean d'Orbestier.

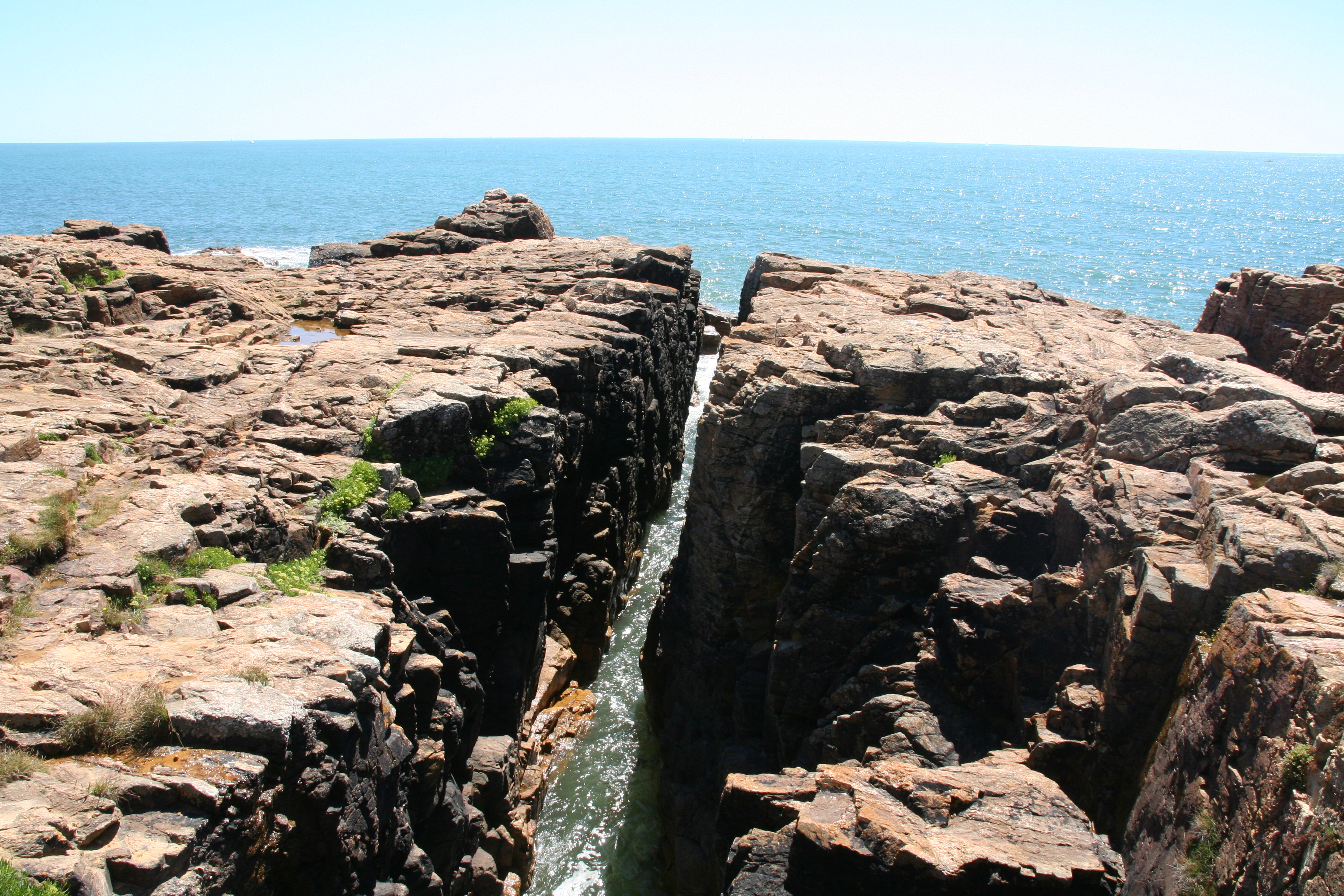
Le Puits d'Enfer (2012).

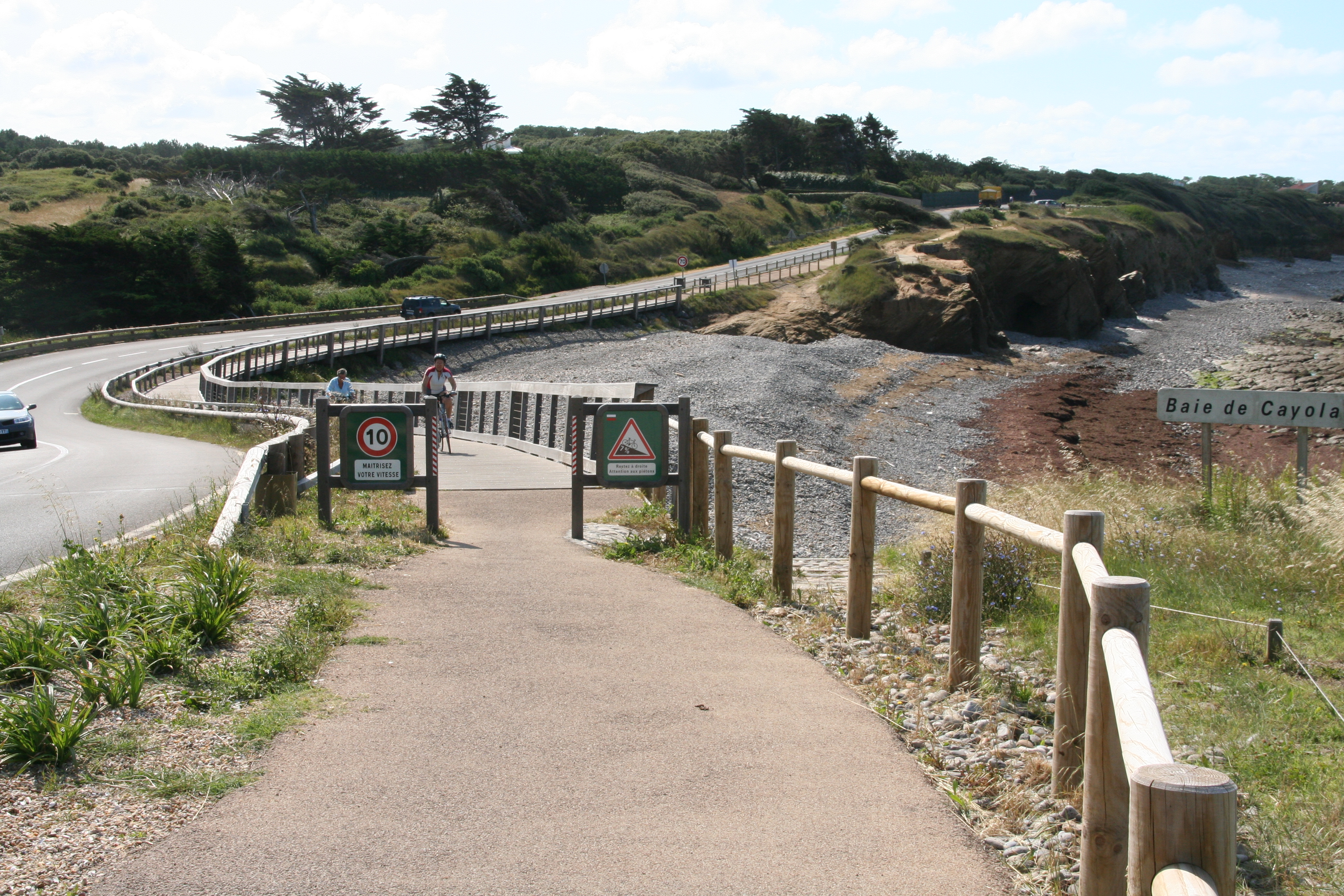
La Baie de Cayola (2012).

## Culture locale et patrimoine

### Monuments historiques
La commune ne compte qu'un monument historique, l'abbaye Saint-Jean d'Orbestier, rue de l'Abbaye, abbaye bénédictine fondée en 1107 par Guillaume, comte de Poitou et duc d'Aquitaine, dont les parties encore existantes sont inscrites depuis le 28 janvier 1935. Elle n’a aucun lieu ou monument répertorié à l'inventaire général du patrimoine culturel, ni aucun objet répertorié à l'inventaire des monuments historiques, ni à l'inventaire général du patrimoine culturel.

### Autres lieux et monuments
On peut également citer :
- la résidence du Fenestreau (privée) ;
- l'église Saint-Hilaire, rue de l'Église.
- l'église évangélique baptiste, rue George Sand.

### Patrimoine naturel

#### La côte sauvage
La commune de Château-d'Olonne présente la particularité de disposer à la fois d'une plage de sable et d'une côte rocheuse très découpée :
- la plage de Tanchet (partagée avec Les Sables d'Olonne) ;
- le Puits d'Enfer, entaille naturelle dans laquelle l'océan s'engouffre à marée haute ;
- les dunes du Puits d'Enfer ;
- l'anse de Saint-Jean-d'Orbestier ;
- l'anse aux Moines ;
- le bois Saint-Jean et ses bunkers, vestiges du mur de l'Atlantique ;
- la baie de Cayola et ses galets.

Cet ensemble est parcouru par un cheminement cyclo-piéton.

### Personnalités liées à la commune
- Marie-Rose Tessier (1910-), née Bousseau, supercentenaire française, doyenne des français réside dans l'EHPAD de la commune[28].

## Pour approfondir